# Монастераче
Монастераче (итал. Monasterace) је насеље у Италији у округу Ређо ди Калабрија, региону Калабрија.
Према процени из 2011. у насељу је живело 501 становника. Насеље се налази на надморској висини од 131 м.

## Становништво
Према резултатима пописа становништва 2011. у општини је живело 3.369 становника.
| 1951. | 1961. | 1971. | 1981. | 1991. | 2001. | 2011. |
| ----- | ----- | ----- | ----- | ----- | ----- | ----- |
| 2.549 | 2.879 | 2.678 | 3.098 | 3.520 | 3.426 | 3.369 |